# Gabriel Vilardi
Gabriel „Gabe“ Vilardi (* 16. August 1999 in Kingston, Ontario) ist ein kanadischer Eishockeyspieler, der seit Juni 2023 bei den Winnipeg Jets in der National Hockey League (NHL) unter Vertrag steht. Im NHL Entry Draft 2017 hatten die Los Angeles Kings den Center an elfter Position ausgewählt, in deren Organisation er anschließend fünf Jahre verbrachte. Mit der kanadischen Nationalmannschaft gewann er die Goldmedaille bei der Weltmeisterschaft 2021.

## Karriere

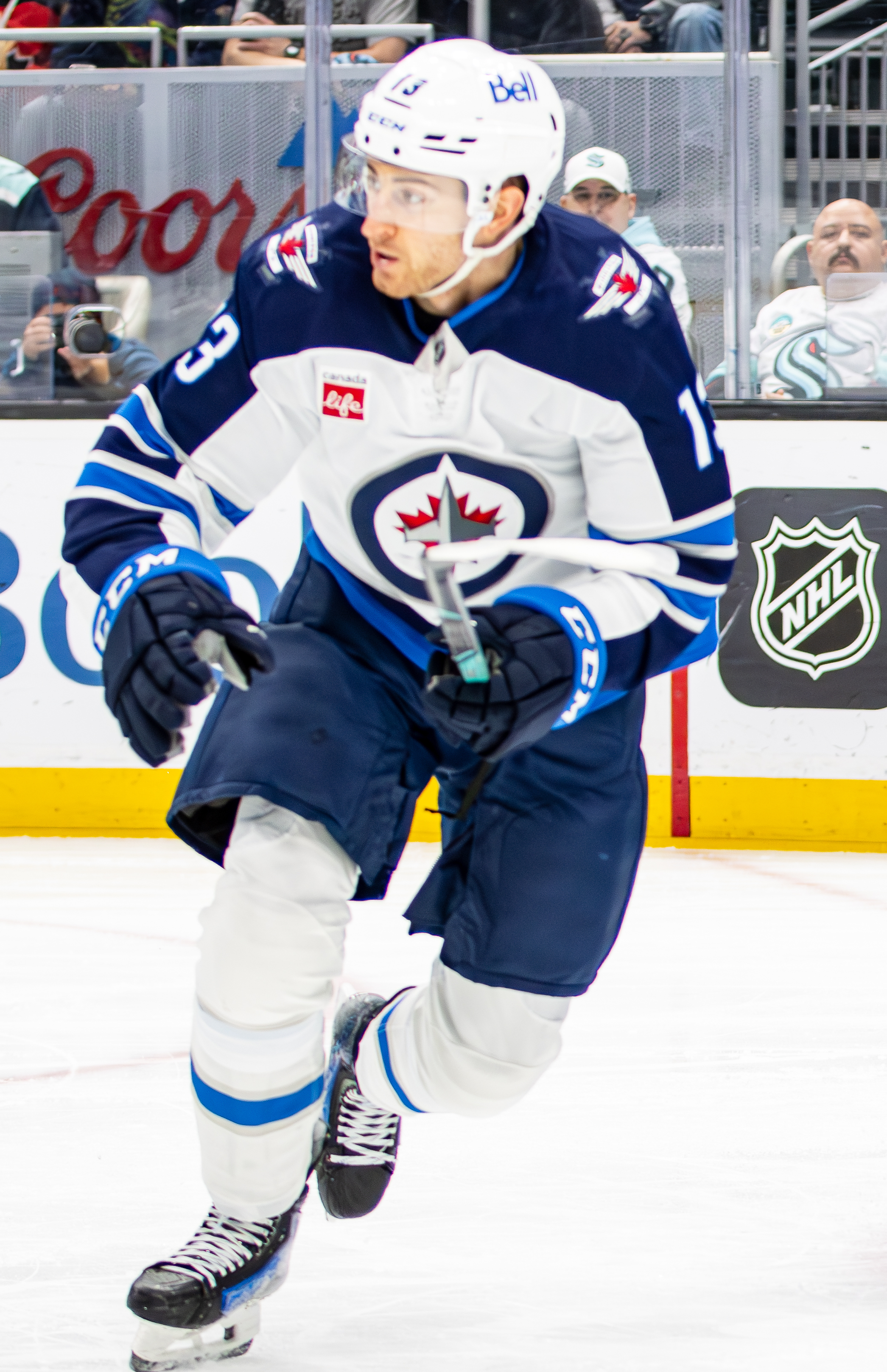
Vilardi im Trikot der Jets (2025)

Gabriel Vilardi wurde in Kingston geboren und spielte dort in seiner Jugend unter anderem für die Greater Kingston Frontenacs sowie in der Saison 2014/15 für die Voyageurs der Canadian International Hockey Academy. 2015 wurde der Center an Position zwei der Priority Selection der Ontario Hockey League (OHL) von den Windsor Spitfires ausgewählt und lief für das Team mit Beginn der Saison 2015/16 auf. In seiner ersten Saison kam er auf 38 Scorerpunkte in 62 Spielen und wurde infolgedessen ins All-Rookie Team der OHL gewählt. Bereits in seinem zweiten OHL-Jahr führte Vilardi die Spitfires in Punkten (61) an und gewann mit ihnen als Gastgeber am Saisonende den Memorial Cup, wobei der Kanadier ins All-Star-Team des Turniers gewählt wurde.
Vilardi galt als vielversprechendes Talent im anstehenden NHL Entry Draft 2017, so führten ihn die International Scouting Services an Position drei ihrer Rangliste, während ihn die Central Scouting Services der NHL auf Rang vier der nordamerikanischen Feldspieler einschätzten. Im eigentlichen Draft wurde er von den Los Angeles Kings an elfter Position ausgewählt.
In der anschließenden Off-Season zog sich der Angreifer eine Rückenverletzung zu, aufgrund derer er bis zum Jahresende ausfiel. Am Neujahrstag 2018 gaben die Spitfires ihn dann innerhalb der Liga samt Sean Day an die Kingston Frontenacs ab und erhielten im Gegenzug Cody Morgan sowie acht Draft-Wahlrechte. Zudem statteten ihn die Los Angeles Kings im März 2018 mit einem Einstiegsvertrag aus. Anschließend begann er die Saison 2018/19 bei den Ontario Reign, dem Farmteam der Kings aus der American Hockey League (AHL), zog sich allerdings erneut eine Rückenverletzung zu, aufgrund derer er in der Spielzeit 2018/19 nur vier Partien absolvieren konnte. Schließlich gab der Angreifer im Februar 2020 sein Debüt für die Kings in der National Hockey League (NHL). Dort etablierte er sich mit Beginn der Spielzeit 2020/21, verlor seinen Stammplatz in der Folgesaison allerdings wieder, ehe er in der Saison 2022/23 wieder durchgehend in der NHL zum Einsatz kam.
Nach fünf Jahren in der Organisation der Kings wurde Vilardi, zu diesem Zeitpunkt ein Restricted Free Agent, samt Alex Iafallo, den Rechten an Rasmus Kupari sowie einem Zweitrunden-Wahlrecht im NHL Entry Draft 2024 an die Winnipeg Jets abgegeben. Im Gegenzug wechselte Pierre-Luc Dubois nach Los Angeles. Bei den Jets gelang Vilardi in der Saison 2024/25 eine deutliche Leistungssteigerung, so verzeichnete er mit 61 Scorerpunkten seinen bisherigen Karriere-Bestwert.

### International
Mit der Auswahl seiner Heimatprovinz Ontario gewann Vilardi bei den Canada Games 2015 die Goldmedaille. Erste internationale Erfahrungen sammelte er in der Folge bei der World U-17 Hockey Challenge 2015, wobei er mit dem Team Canada White ebenfalls die Goldmedaille errang. Bei der Weltmeisterschaft 2021 kam er zu seinem Debüt für die kanadische Nationalmannschaft und gewann mit dem Team abermals die Goldmedaille.

## Erfolge und Auszeichnungen
- 2015 OHL Second All-Rookie Team
- 2017 Memorial-Cup-Gewinn mit den Windsor Spitfires
- 2017 All-Star-Team des Memorial Cups
- 2018 OHL Third All-Star Team

### International
- 2015 Goldmedaille bei den Canada Games
- 2015 Goldmedaille bei der World U-17 Hockey Challenge
- 2021 Goldmedaille bei der Weltmeisterschaft

## Karrierestatistik
Stand: Ende der Saison 2024/25

### International
Vertrat Kanada bei:
- Canada Games 2015
- World U-17 Hockey Challenge 2015
- Weltmeisterschaft 2021

(Legende zur Spielerstatistik: Sp oder GP = absolvierte Spiele; T oder G = erzielte Tore; V oder A = erzielte Assists; Pkt oder Pts = erzielte Scorerpunkte; SM oder PIM = erhaltene Strafminuten; +/− = Plus/Minus-Bilanz; PP = erzielte Überzahltore; SH = erzielte Unterzahltore; GW = erzielte Siegtore; 1 Play-downs/Relegation; Kursiv: Statistik nicht vollständig)

## Familie
Seine Familie hat italienische Wurzeln, so stammen seine Eltern aus der Region Kalabrien. Sein älterer Bruder war ebenfalls in der Ontario Hockey League aktiv. Der Fußballspieler Sebastiano Siviglia ist der Cousin seiner Mutter.